# Glinnik (Tołwin)
Glinnik – część wsi Tołwin w Polsce, położony w województwie podlaskim, w powiecie siemiatyckim, w gminie Siemiatycze.
W latach 1975–1998 przysiółek administracyjnie należał do województwa białostockiego.
Według Powszechnego Spisu Ludności z 1921 roku wieś zamieszkiwało 12 osób, wszystkie były wyznania mojżeszowego i wszyscy zadeklarowali żydowską przynależność narodową. Było tu 1 budynek mieszkalny.